# Lagenaria abyssinica
Lagenaria abyssinica là một loài thực vật có hoa trong họ Cucurbitaceae. Loài này được (Hook. f.) C. Jeffrey mô tả khoa học đầu tiên năm 1962.